# Christus factus est
Christus factus est ("Cristo se hizo obediente") tomado de la Carta de San Pablo a los Filipenses, es un gradual de la liturgia católica de la Misa. En la práctica del rito romano anterior al Vaticano II, se cantaba como gradual en la Misa del Jueves Santo; sin embargo, desde la promulgación de la Misa posterior al Vaticano II por el Papa Pablo VI en 1969, se ha empleado como gradual en el Domingo de Ramos. 
Hasta 1970 también se cantaba al final del oficio de tinieblas (Tenebrae) de los últimos días de Semana Santa. Aparece por primera vez en las Tinieblas del Jueves Santo, pero no se recita en su totalidad, terminando con "... usque ad mortem ". Al día siguiente en las Tinieblas del Viernes Santo se canta desde el principio hasta "... mortem autem crucis " y en las Tinieblas del Sábado Santo se canta íntegramente. 
Hasta la reforma de la liturgia de Semana Santa promulgada por Pío XII en 1955, estos oficios de Tenebrae se cantaban al final de la tarde y en la noche del día anterior y contaban con una buena asistencia de los laicos. Así se cantaba el Tenebrae del Jueves Santo durante la noche del Miércoles Santo; el Tenebrae del Viernes Santo en la tarde del Jueves Santo, etc. Por esta razón, muchos compositores de música sacra compusieron música para el Christus factus est. Desde 1956 hasta 1969, y en los libros litúrgicos de 1962 que se utilizan actualmente en la Misa tradicional, estos oficios se rezan en las primeras horas de la mañana de los últimos tres días de la Semana Santa, de modo que las composiciones musicales de este texto rara vez se escuchan en su contexto litúrgico.

## Texto
El texto se deriva de Filipenses 2:8–9 .
| Christus factus est pro nobis obediens usque ad mortem, mortem autem crucis. Propter quod et Deus exaltavit illum et dedit illi nomen, quod est super omne nomen. | Cristo se hizo obediente por nosotros hasta la muerte, y muerte de cruz. Por lo cual Dios lo exaltó y le dio un nombre que es sobre todo nombre. |

En la liturgia del Rito Romano se utiliza como gradual gregoriano el Domingo de Ramos, Jueves Santo y Viernes Santo. La melodía se encuentra en el Graduale Romanum, 1974, p.148. A lo largo de los siglos, varios compositores han musicalizado el texto. 
Anton Bruckner puso música al texto tres veces. La tercera versión Christus factus est, WAB 11 de 1884 es un motete para coro SATB a capella en re menor y es uno de los motetes más populares de Bruckner.